# نانامی کیتامورا
نانامی کیتامورا (انگلیسی: Nanami Kitamura؛ زادهٔ ۲۵ نوامبر ۱۹۹۹) بازیکن فوتبال اهل ژاپن است.
وی همچنین در تیم‌های ملی فوتبال زیر ۱۷ سال زنان ژاپن، زیر ۲۰ سال زنان ژاپن، زیر ۲۰ سال زنان ژاپن، و زنان ژاپن بازی کرده‌است.